# Grubson
Grubson, właśc. Tomasz Iwanca (ur. 28 stycznia 1986 w Rybniku) – polski raper, piosenkarz i producent muzyczny.
Działalność artystyczną rozpoczął pod koniec lat 90. XX wieku. Występował w formacjach 3oda Kru, Siła-Z-Pokoju i Super Grupa. W 2009 nakładem MaxFloRec wydał pierwszy oficjalny album pt. O.R.S. W kolejnych latach wydał jeszcze xxx albumów: Coś więcej niż muzyka (2011), Gruby brzuch (2012; z DJ-em BRK-iem), Holizm (2015), Gatunek L (2017) i Akustycz(nie)Zupełnie (2020).
Współpracował z wykonawcami i grupami muzycznymi, takimi jak: Pokahontaz, EastWest Rockers, Junior Stress, Jamal, Abradab, Natural Dread Killaz, DJ Feel-X, Rahim, Skorup, Dreadsquad, O.S.T.R., Bob One, PMM czy Donguralesko.

## Życiorys
Urodził się w Rybniku. Ma trzech starszych braci: Igora (starszego o 14 lat), Leszka i Iwana. Wskutek wypadku w dzieciństwie doznał padaczki czołowej. Uczył się w klasie o profilu usługowo-gospodarczym w Zespole Szkół Ekonomiczno-Usługowych w Rybniku oraz w dwuletnim policealnym studium języka angielskiego.
Dorastał w rodzinie o muzycznych tradycjach; ojciec, z zawodu brygadzista w elektrowni „Rybnik”, grywał na akordeonie, muzyką zajmowali się także jego bracia – Igor był DJ-em, a Iwan grał w zespole rockowym. Tworzeniem muzyki zainteresował się w drugiej połowie lat 90. za sprawą najstarszego brata. Był zafascynowany twórczością zespołów hip-hopowych Kaliber 44 w Wzgórze Ya-Pa 3, a później także Chip Fu z grupy Fu Schnickens i Busty Rhymesa. W okresie gimnazjalnym zagrał swoją pierwszą imprezę jako DJ w klubie „VIP” w Rybniku. Umiejętności rozwijał w okresie licealnym, działając jako realizator-akustyk szkolnych koncertów i wydarzeń.
Na początku kariery utworzył z kolegami zespół hip-hopowy Twórca Skład. Na przełomie 1997 i 1998 współtworzył zespół Po3na Różnica, który później zmienił nazwę na Czwarta Zmiana (w składzie występował m.in. Łukasz Drozd). Z grupą napisał m.in. utwór „Środowisko”, z którym zajęli drugie miejsce w wojewódzkim konkursie muzycznym w Zabrzu. Niedługo po wydaniu albumu pt. Przez cały czas w 2001 grupa została rozwiązana. W tym okresie kontynuował pracę jako DJ, grał w klubach „Mega Biba” i „Medium”. W 2002 został jednym z założycieli zespołu Wolność Słowa Skład, z którym koncertował (wystąpił m.in. jako support przed Familią H.P.) i w tym samym roku wydał album pt. Wolność słowa. Po rozpadzie zespołu nagrał solowe demo, którym chciał zainteresować wytwórnie Asfalt Records i Wielkie Joł, ale bezskutecznie. Przez trzy lata współpracował z DJ-em Feel-X-em, z którym grał sety DJ-skie po klubach.
Po nawiązaniu współpracy z Rahimem rozpoczął kolejne nagrania studyjne. W 2003 wydał swój debiutancki solowy nielegal pt. N.O.C., który samodzielnie wyprodukował. W międzyczasie podjął współpracę z „ZyebOneKillą”, tworząc duet 2G (Dwóch Grubasów). Wkrótce później nawiązał współpracę z zespołem Bezkres, z którym utworzył formację Wspólny Mianownik Sound System. W 2007 w ramach nagrody w konkursie na trzecią producencką płytę Magiery i L.A. nagrał utwór „Siła-z-pokoju” na album pt. Kodex 3: Wyrok.
19 sierpnia 2009 nakładem MaxFloRec wydał swój pierwszy solowy oficjalny album pt. O.R.S., który zarejestrował w ciągu 10 dni w Studiu Kontrabanda w Warszawie we współpracy z realizatorem Mistą Pitą. Płytę promował utworem „Na szczycie” oraz podczas koncertów m.in. w Krakowie, Zielonej Górze, Tczewie i Gdańsku. Z albumem dotarł do 37. miejsca listy OLiS, a za jego wysoką sprzedaż otrzymał certyfikat złotej płyty.
W 2009 został jednym z twórców formacji 3oda Kru, z którą wydał album pt. Parchastyczny mikstejp (2009) i koncertował po Polsce aż do rozpadu grupy w 2010.
W 2010 nawiązał współpracę z DJ-em BRK-iem, którą rozpoczął od nagrania utworu „Antidotum” na jego album pt. Mucha nie siada z Jareckim, a kontynuował poprzez granie wspólnych koncertów. 28 stycznia 2011 wydał dwupłytowy album pt. Coś więcej niż muzyka, który nagrał w opolskim Studiu Kurnik DJ-a BRK-a. Z wydawnictwem dotarł do drugiego miejsca zestawienia OLiS, a za jego wysoką sprzedaż uzyskał certyfikat platynowej płyty. Płytę promował teledyskami do utworów: „JEA?!?”, „Naprawimy to”, „Wakacje” i „OPDK”, a także trasą koncertową po Polsce. Oprócz tego zagrał m.in. na festiwalach: Hip Hop Arena w Łodzi i Festiwal MTV Gdańsk Dźwiga Muzę 2011 oraz na juwenaliach w Szczecinie i na festiwalu Hip Hop Kemp w Hradec Králové. Wystąpił także w teledysku do piosenki „Jadymy na bogato” promującego Śląsk. 9 grudnia 2011 wydał pierwszy w karierze album DVD pt. Koncert w Mega Clubie z zapisem koncertu, który zagrał we wrześniu tego samego roku w katowickim Mega Clubie. Pod koniec roku znalazł się na szóstym miejscu zestawienia „Najbardziej zyskujące – Ludzie (Polska)” sporządzonym przez Google Zeitgeist.

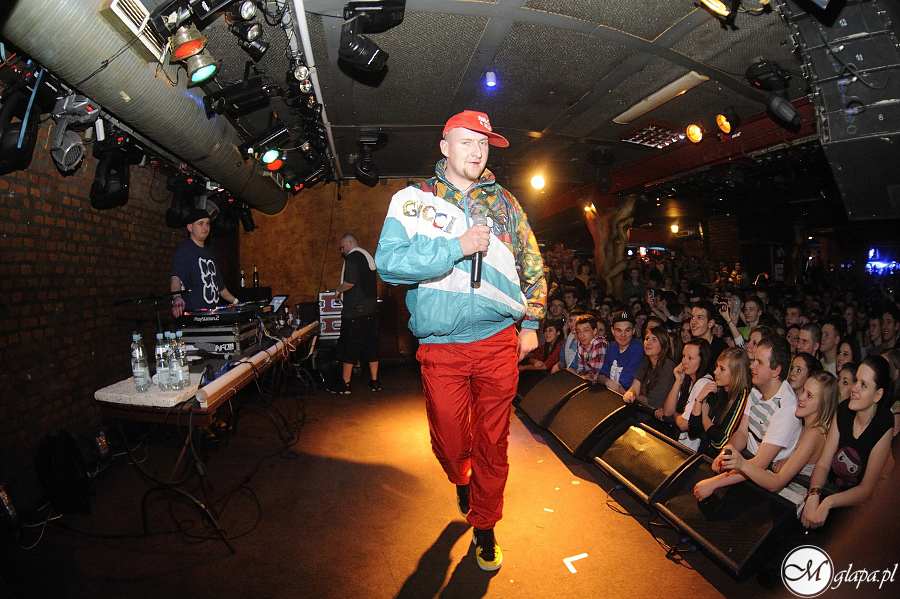
Grubson (2012)

W lutym 2012 z Rahimem w Gliwickiej Wyższej Szkole Przedsiębiorczości poprowadził wykład pt. „Od idei do sukcesu” w ramach cyklu Młodzi Kulturalni. 23 maja tego samego roku wydał album pt. Gruby brzuch, który stworzył w duecie z DJ-em BRK-iem w ramach projektu muzycznego o tej samej nazwie. Z albumem dotarli do pierwszego miejsca zestawienia OLiS, a za jego sprzedaż otrzymali złotą płytę. Album promowali teledyskami do utworów: „Zacieszacz” (nagranym z gościnnym udziałem BU), „Złap za...” „Ostatni raz” i „Szansa”. Razem z DJ-em BRK-iem odbył również ogólnokrajową trasę koncertową pod nazwą Sizeer Music On Tour. W 2013 zagrał m.in. na festiwalach: Ostróda Reggae Festival i LuxFest w Poznaniu, a także na Student Camp w Albenie. Od 26 października do 6 grudnia 2013 grał trasę koncertową Rudeboy Tour razem z Jamalem. Nagrał także utwór „Słyszę” z grupą Maleo Reggae Rockers na jej album pt. Revolution. W 2014 kontynuował występy festiwalowe, zagrał m.in. na Snow Show Music Fest w Les Orres, Cracow Reggae Festival w Krakowie, ArtDeRue OpenAir Festival w Rzeszowie. Nagrał utwór „Nie ma didżeja, nie ma imprezy” promujący Reebok Pump Mistrzostwa Świata Didżejów IDA 2014.

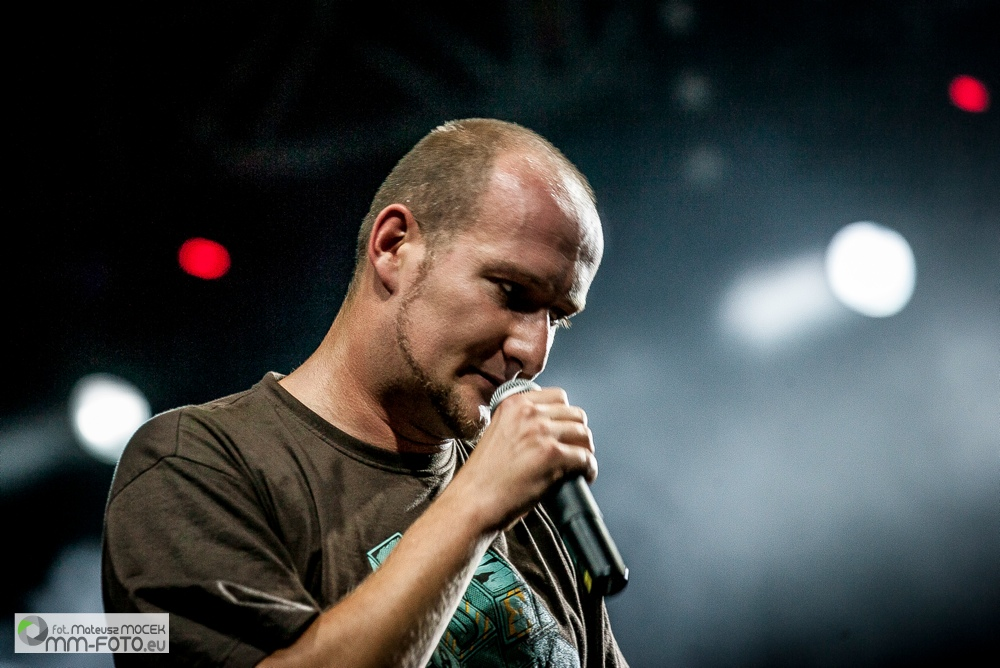
Grubson (2014)

Jesienią 2014 podczas kolejnej w karierze trasy koncertowej po Polsce zapowiadał swoją nową solową płytę. 4 marca 2015 wydał album pt. Holizm, z którym dotarł do piątego miejsca listy OLiS. Płytę promował teledyskami do utworów: „Złota kula” (z gościnnym udziałem Krzysztofa Zalewskiego), „Sanepid”, „Jedna z planet”, „Dżungla” i „Nie jestem”. Również w 2015 nagrał teledysk do utworu „Oddech” z udziałem Jareckiego. Album promował podczas trasy koncertowej po Polsce i Wielkiej Brytanii, a także podczas występu na festiwalach: Reggaeland w Płocku oraz na juwenaliach w Poznaniu i Krakowie. W 2015 i 2016 zagrał także na Przystanku Woodstock, a zapisy z występów wydał na albumach koncertowych Przystanek Woodstock 2015 i Przystanek Woodstock 2016. Również w 2016 wystąpił m.in. na festiwalu Energylandia Top Stars Festival w Zatorze oraz na juwenaliach w Krakowie i Warszawie

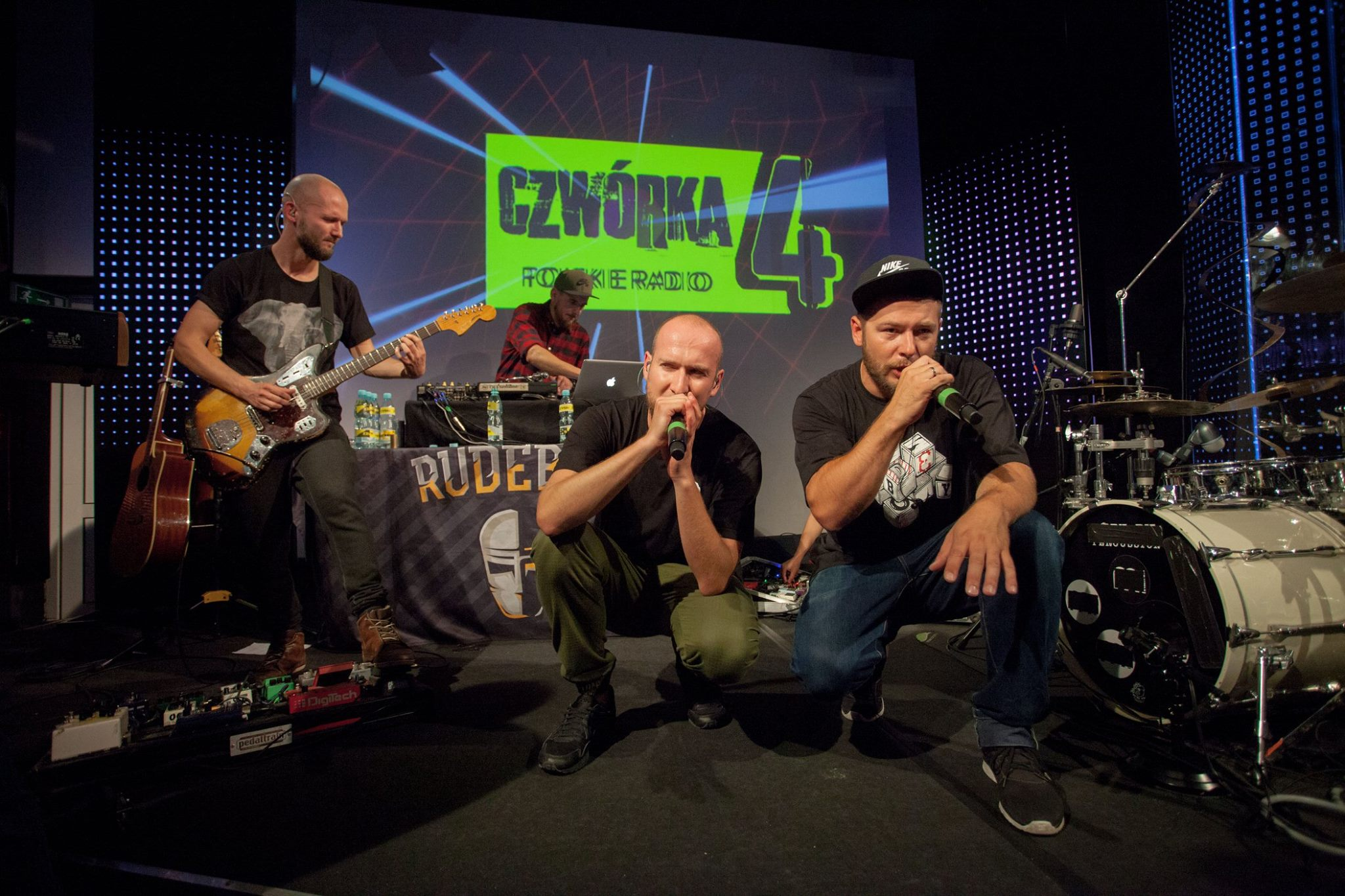
Grubson i Jarecki w Czwórce (2017)

Po zakończeniu współpracy z wydawcą MaxFloRec założył, razem z Bartoszem Kochankiem, wytwórnię Supa High Music. Pod jej szyldem (oraz przy wsparciu wydawnictwa Agora) we wrześniu 2017 wydał album pt. Gatunek L, za który zebrał przychylne recenzje i otrzymał nominację do nagrody Fryderyka za album roku hip-hop. Z płytą dotarł do czwartego miejsca na OLiS. Album promował singlami: „Rudeboy Stance”, „Restart” i „Supa’High Music”, do których nakręcił teledyski.
7 lipca 2019 jego utwór „Na szczycie” uzyskał 100 mln wyświetleń w serwisie YouTube, jako pierwszy na polskiej scenie rapowej. Również 2019 nagrał utwór „1800 gramów (Gdy wiem, że jesteś)” w duecie z Anią Dąbrowską na potrzeby ścieżki dźwiękowej do filmu Marcina Głowackiego 1800 gramów oraz uczestniczył w koncercie Red Bull SoundClash na warszawskim Torwarze. 27 listopada 2020 wydał album pt. Akustycz(nie)Zupełnie, z którym dotarł do 10. miejsca na OLiS. W latach 2021–2022 prowadził autorską audycję muzyczną „Tłusty Czwartek” w radiowej Czwórce.
Mieszka w Rybniku z żoną Anną i dwójką dzieci, córką Mają i synem Janem.

## Dyskografia
Albumy
| N.O.C.                      | - Data: grudzień 2003 - Wydawca: brak (nielegal)           | –  |                  |                         |
| O.R.S.                      | - Data: 19 sierpnia 2009 - Wydawca: MaxFloRec              | 37 | - POL: 150 tys.+ | - POL: diamentowa płyta |
| Coś więcej niż muzyka       | - Data: 28 stycznia 2011 - Wydawca: MaxFloRec              | 2  | - POL: 30 tys.+  | - POL: platynowa płyta  |
| Gruby brzuch (oraz DJ BRK)  | - Data: 23 maja 2012 - Wydawca: MaxFloRec                  | 1  | - POL: 15 tys.+  | - POL: złota płyta      |
| Holizm                      | - Data: 4 marca 2015 - Wydawca: MaxFloRec                  | 5  | - POL: 15 tys.+  | - POL: złota płyta      |
| Gatunek L                   | - Data: 29 września 2017 - Wydawca: Supa High Music, Agora | 4  |                  |                         |
| Akustycz(nie)Zupełnie       | - Data: 27 listopada 2020 - Wydawca: Mystic Production     | 10 |                  |                         |
| MTV Unplugged               | - Data: 11 kwietnia 2025 - Wydawca: Def Jam Recordings     | 8  |                  |                         |
| „–” album nie był notowany. |                                                            |    |                  |                         |

Mixtape’y
| Tytuł                   | Dane dot. albumu                                         |
| ----------------------- | -------------------------------------------------------- |
| Siła-z-pokoju mixtape 1 | - Data: 3 stycznia 2009 - Wydawca: Siła-Z-Pokoju Version |

Albumy wideo
| Tytuł                                                   | Dane dot. albumu                                 |
| ------------------------------------------------------- | ------------------------------------------------ |
| Koncert w Mega Clubie                                   | - Data: 9 grudnia 2011 - Wydawca: MaxFloRec      |
| Przystanek Woodstock 2015 (Grubson & Sanepid Band Live) | - Data: 17 grudnia 2015 - Wydawca: Złoty Melon   |
| Przystanek Woodstock 2016 (Grubson & Sanepid Band Live) | - Data: 24 listopada 2016 - Wydawca: Złoty Melon |

Single
| „Spiesz się powoli”                             | 2009 | – | – | – | –  | –  | O.R.S.                |
| „Rób swoje” / „Chore”                           | 2011 | – | – | – | –  | –  | Coś więcej niż muzyka |
| „RudeBoyTour” (gościnnie: Jarecki)              | 2013 | – | – | – | –  | –  | –                     |
| „Szansa” (oraz DJ BRK)                          | 2014 | 9 | – | – | –  | –  | Gruby brzuch          |
| „Złota kula” (gościnnie: Krzysztof Zalewski)    | 2014 | – | 5 | 4 | 43 | 11 | Holizm                |
| „Jedna z planet” (gościnnie: Marcelina Stoszek) | 2015 | – | – | 4 | 47 | –  | Holizm                |
| „Dżungla”                                       | 2015 | – | – | – | 46 | –  | Holizm                |
| „–” singel nie był notowany.                    |      |   |   |   |    |    |                       |

Inne
| Album                                          | Rok  | Uwagi | Źródło  |
| ---------------------------------------------- | ---- | --- | ------- |
| W.S.quad – Wolność słowa                       | 2002 | członek zespołu | [ 5 ]   |
| WhiteHouse – Kodex 3: Wyrok                    | 2007 | gościnnie rap w utworze „Siła-z-pokoju” | [ 112 ] |
| Silesia na śląskich bitach (kompilacja)        | 2007 | rap w utworach „Na co dzień” i „(R)ewolucje Cz.2” | [ 113 ] |
| Miuosh – Maue LP                               | 2007 | gościnnie rap w utworze „Na codzień” | [ 114 ] |
| Rahim – DynamoL                                | 2007 | gościnnie rap w utworze „Produkcje” | [ 115 ] |
| Mesajah – Ludzie prości                        | 2008 | gościnnie rap w utworze „Ludzie prości” | [ 116 ] |
| Abradab – Ostatni poziom kontroli              | 2008 | gościnnie rap w utworze „Odór” | [ 117 ] |
| Jamal – Urban Discotheque                      | 2008 | gościnnie rap w utworze „Afro” | [ 118 ] |
| EastWest Rockers – Jedyna broń                 | 2008 | gościnnie rap w utworze „Graj w to” | [ 119 ] |
| Junior Stress – L.S.M.                         | 2009 | gościnnie rap w utworze „Sound system” | [ 120 ] |
| 3oda Kru – Parchastyczny mikstejp              | 2009 | członek zespołu | [ 121 ] |
| DonGURALesko/Matheo – Inwazja porywaczy ciał   | 2009 | gościnnie rap w utworze „Brud Boi” | [ 122 ] |
| MaxFloRec – Podaj dalej (kompilacja)           | 2009 | rap w utworze „Człowiek” | [ 123 ] |
| Diss na rząd (kompilacja)                      | 2009 | rap w utworach „Aktywacja”, „Babilon szuka ganji” i „A Ty nie!” | [ 124 ] |
| Skorup – Droga watażki                         | 2009 | gościnnie rap w utworze „Droga watażki” | [ 125 ] |
| PaXon – PaXtape Vol. 1                         | 2009 | gościnnie rap w utworze „Ndk Rodeo Dubplate” | [ 126 ] |
| Rahim – Podróże po amplitudzie                 | 2010 | gościnnie rap w utworze „Fejm” | [ 127 ] |
| DJ Cube – Forfiter                             | 2010 | gościnnie rap w utworze „Forfiter 4” | [ 128 ] |
| DonGuralEsko – Totem leśnych ludzi             | 2010 | gościnnie rap w utworze „Goryl” | [ 129 ] |
| Jarecki & BRK – Mucha nie siada                | 2010 | gościnnie rap w utworze „Antidotum” | [ 130 ] |
| Starszy – Zaraz zwariują                       | 2010 | gościnnie rap w utworze „Nie chce mi się” | [ 131 ] |
| Vienio – Etos 2010                             | 2010 | gościnnie rap w utworze „Nie byłoby tu nas” | [ 132 ] |
| HipoToniA WIWP – Wspólnie i w porozumieniu     | 2010 | gościnnie rap w utworze „WIWP” | [ 133 ] |
| Rahim – Amplifikacja                           | 2010 | gościnnie rap w utworze „Fejm” | [ 134 ] |
| Waldemar Kasta – Prawda naga                   | 2010 | gościnnie rap w utworach „Fanfa” i „Akordeon” | [ 135 ] |
| ZDolne Przedmieście – Bomby w membrany         | 2011 | gościnnie rap w utworze „Bomby w membrany” | [ 136 ] |
| Chonabibe Mikstejp (kompilacja)                | 2011 | rap w utworach „Chonabibe! 2008” i „Kopara” oraz produkcja utworów „Pod barem”, „Pamiętasz jak?”, „Każdy robi hip-hop” i „Kopara”                                      | [ 137 ] |
| Grube jointy 2: karani za nic (kompilacja)     | 2011 | rap w utworach „Zielony” i „Przestań się bać (RMX)” | [ 138 ] |
| Rufijok – Who ja w to wbijom                   | 2011 | produkcja utworu „Za Co” | [ 139 ] |
| Skorup – Etos kowboja                          | 2011 | gościnnie rap w utworze „Inny świat 4” | [ 140 ] |
| Metrowy – Dedors: dziennik z podróży w miejscu | 2011 | gościnnie rap w utworach „Każdy dzień” i „Kleszcze” oraz produkcja utworu „Każdy dzień”                                                                                | [ 141 ] |
| Rufijok – Who ja w to wbijom                   | 2011 | gościnnie rap w utworze „Za co” | [ 142 ] |
| Rafi – 200 ton                                 | 2011 | gościnnie rap w utworze „Before Party” | [ 143 ] |
| PMM – Poza horyzont                            | 2011 | gościnnie rap w utworze „Wstawaj” | [ 144 ] |
| Młody MD – 4 takty                             | 2012 | gościnnie rap w utworze „Wracam tam” | [ 145 ] |
| Żusto & DJ Celownik – Same koty                | 2012 | gościnnie rap w utworze „Bieda” | [ 146 ] |
| Kosmos – Kosmos                                | 2012 | produkcja utworu „Odyseja” oraz gościnnie rap w utworze „Sytuacja wyjątkowa”                                                                                           | [ 147 ] |
| Bu – Byk                                       | 2013 | produkcja utworu „Zołzo” oraz gościnnie rap w utworach „JotKaeNWuPe”, „Uwielbiam ten stan”, „Wiesz jak jest”, „W gąszczu bloków”, „Weterani” i „Wszystkiego istotnego” | [ 148 ] |
| Stahu – Muzykopunktura                         | 2013 | gościnnie rap w utworze „Kiedy Bu” | [ 149 ] |
| Wojtas – 23                                    | 2013 | gościnnie rap w utworze „Nie martw się” | [ 150 ] |
| Te-Tris, Pogz – Teraz                          | 2013 | gościnnie rap w utworze „Ludzie” | [ 151 ] |
| WhiteHouse – Kodex 5 Elements                  | 2014 | gościnnie rap w utworze „5-Ty” | [ 152 ] |
| Jarecki, BRK – Punkt widzenia                  | 2014 | gościnnie rap w utworze „Rejs”, „Klasyk” i „Cheap Wine” | [ 153 ] |
| Męskie Granie 2014 (kompilacja)                | 2014 | rap w utworze „Nie jestem” | [ 154 ] |
| Rebel Babel Ensmble – Dialog I                 | 2016 | rap/wokal w utworach „Manifest” oraz „Bike Band” |         |
| Rebel Babel Ensmble – Dialog I                 | 2016 | rap/wokal w utworach „Manifest” oraz „Bike Band” |         |

## Teledyski
Solowe
| Tytuł                                           | Rok  | Reżyseria                        | Album                 | Źródło  |
| ----------------------------------------------- | ---- | -------------------------------- | --------------------- | ------- |
| „Śpiesz się powoli/Nowa Fala”                   | 2009 | Przedmarańcza                    | O.R.S.                | [ 155 ] |
| „Na szczycie”                                   | 2009 | New Black                        | O.R.S.                | [ 156 ] |
| „JEA?!?”                                        | 2011 | Kopruch / Przedmarańcza          | Coś więcej niż muzyka | [ 157 ] |
| „Naprawimy to” (gościnnie: Emilia)              | 2011 | 2em                              | Coś więcej niż muzyka | [ 158 ] |
| „Wakacje” (gościnnie: BRK, BU i Metrowy)        | 2011 | Drop Free                        | Coś więcej niż muzyka | [ 159 ] |
| „OPDK”                                          | 2011 | Łukasz Rusinek                   | Coś więcej niż muzyka | [ 160 ] |
| „RudeBoyTour” (gościnnie: Jarecki)              | 2013 | Marcin Pawełczak                 | –                     | [ 161 ] |
| „Złota kula” (gościnnie: Krzysztof Zalewski)    | 2014 | Michał Jagiełło                  | Holizm                | [ 162 ] |
| „Sanepid” (gościnnie: Jarecki)                  | 2015 | Kopruch / Przedmarańcza          | Holizm                | [ 163 ] |
| „Jedna z planet” (gościnnie: Marcelina Stoszek) | 2015 | Michał Jagiełło                  | Holizm                | [ 164 ] |
| „Oddech” (gościnnie: Jarecki)                   | 2015 | Michał Schwierc                  | –                     | [ 165 ] |
| „Nie jestem”                                    | 2016 | Michał Jagiełło, Michał Schwierc | Holizm                | [ 166 ] |
| „Restart”                                       | 2017 | GrubSon, Michał Schwierc         | Gatunek L             | [ 167 ] |
| „Gatunek L”                                     | 2017 | GrubSon, Michał Schwierc         | Gatunek L             | [ 168 ] |

Współpraca
| Tytuł                                         | Rok  | Reżyseria                | Album        | Źródło  |
| --------------------------------------------- | ---- | ------------------------ | ------------ | ------- |
| „Zacieszacz” (oraz BRK; gościnnie: BU)        | 2012 | HOLEINMOON               | Gruby brzuch | [ 169 ] |
| „Złap za...” (oraz BRK)                       | 2012 | HOLEINMOON               | Gruby brzuch | [ 170 ] |
| „Ostatni raz” (oraz BRK)                      | 2012 | HOLEINMOON               | Gruby brzuch | [ 171 ] |
| „Szansa” (oraz BRK)                           | 2014 | –                        | Gruby brzuch | [ 172 ] |
| „Rudeboy Stance” (oraz OER; gościnnie Promoe) | 2017 | GrubSon, Michał Schwierc | Gatunek L    | [ 173 ] |
| „Kiedy nadejdą” (oraz Jarecki; BRK)           | 2017 | GrubSon, Michał Schwierc | Gatunek L    | [ 174 ] |

Gościnnie
| Tytuł                                                                  | Rok  | Reżyseria               | Album                               | Źródło  |
| ---------------------------------------------------------------------- | ---- | ----------------------- | ----------------------------------- | ------- |
| Abradab – „Odór” (gościnnie: Grubson)                                  | 2009 | Kopruch / Przedmarańcza | Ostatni poziom kontroli             | [ 175 ] |
| Rahim – „Fejm” (gościnnie: GrubSon, Abradab)                           | 2010 | Kopruch / Przedmarańcza | Podróże po amplitudzie              | [ 176 ] |
| PMM – „Wstawaj” (gościnnie: O.S.T.R., Grubson)                         | 2011 | DobreKino Studio        | Poza horyzont                       | [ 177 ] |
| Metrowy – „Każdy dzień” (gościnnie: Grubson)                           | 2011 | sensi&                  | DEDORS Dziennik z podróży w miejscu | [ 178 ] |
| Jarecki – „Antidotum” (gościnnie: Dj BRK, Grubson)                     | 2011 | Evil Eye Studio         | Mucha nie siada                     | [ 179 ] |
| Żusto, DJ Celownik – „Bieda” (gościnnie: Grubson)                      | 2012 | Roton                   | Same Koty                           | [ 180 ] |
| Kosmos – „Sytuacja wyjątkowa” (gościnnie: Grubson)                     | 2013 | Adama Gawenda           | Kosmos                              | [ 181 ] |
| Wojtas – „Nie martw się” (gościnnie: Grubson)                          | 2013 | Delaflow                | 23                                  | [ 182 ] |
| Fankatak, Metrowy – „Duszno” (gościnnie: Grubson)                      | 2014 | Artur Misoł             | –                                   | [ 183 ] |
| White House Records – „5-Ty” (gościnnie: Pokahontaz, Grubson, P.A.F.F) | 2014 | Kopruch / Przedmarańcza | Kodex 5 Elements                    | [ 184 ] |
| Kajman – „Fale” (gościnnie: Grubson)                                   | 2016 | Delaflow, SCH Media     | 0#1                                 | [ 185 ] |

Inne
| Tytuł                                                              | Rok  | Reżyseria               | Album                     | Źródło  |
| ------------------------------------------------------------------ | ---- | ----------------------- | ------------------------- | ------- |
| 3oda Kru (Bu, GrubSon, Jotoskleja, Metrowy) – „Parchastyczny klip” | 2009 | Kopruch / Przedmarańcza | Parchastyczny Mikstejp    | [ 186 ] |
| Catch The Flava, Grubson – „Elementarz”                            | 2016 | Kleju                   | –                         | [ 187 ] |
| GrubSon, Dżawor – „Angelofon”                                      | 2016 | Marcin Jans             | Tribute to ks. Twardowski | [ 188 ] |
| Rebel Babel Ensamble – „Bike Band”                                 | 2016 | Jan Eleński             | Dialog I                  | [ 189 ] |
| Rebel Babel Ensamble – „Manifest”                                  | 2016 | Jan Eleński             | Dialog I                  |         |

## Nagrody i wyróżnienia
| Rok  | Kategoria             | Tytułem                       | Nagroda                                         | Nota      | Źródło  |
| ---- | --------------------- | ----------------------------- | ----------------------------------------------- | --------- | ------- |
| 2015 | Najlepsze wideo roku  | „Złota kula”                  | Eska Music Awards                               | Nominacja | [ 190 ] |
| 2016 | Album roku hip-hop    | Holizm                        | Fryderyki 2016                                  | Nominacja | [ 191 ] |
| 2022 | Wybitny twórca muzyki | Złoty artKlucz Wiolinowy 2022 | Interdyscyplinarny Festiwal Sztuk Miasto Gwiazd | laureat   | [ 192 ] |